# Ted Petok
Ted Petok, eigentlich Theodore M. Petok, (* 4. April 1917 in Detroit; † 20. April 2010 in Rockville, Maryland) war ein US-amerikanischer Cartoonist, Illustrator, Animator und Filmproduzent.

## Leben
Petok besuchte nach dem Schulabschluss 1934 eine Kunsthochschule in Chicago, blieb dort jedoch nur sechs Monate und arbeitete anschließend als Cartoonist für verschiedene New Yorker Zeitungen. Bereits 1935 kehrte er nach Detroit zurück, wo er bei einer lokalen Werbefirma als Werbezeichner tätig war. Nach Ende des Zweiten Weltkriegs – von 1942 bis 1946 war er beim U.S. Army Signal Corps und hatte zuletzt den höchsten Rang eines Captain inne – eröffnete Petok in Detroit ein Studio für Werbegrafik und spezialisierte sich auf animierte Werbung.
Petok wandte sich bald vollständig der Animation zu und arbeitete zunächst bei Earl Kleins Animationsstudio Animation Inc. und kam schließlich zu Ernest Pintoffs Pintoff Studios. Im Jahr 1969 gründete Petok sein eigenes Animationsfilmstudio Ted Petok Studios, das er 1971 in Crunch Bird Studios umbenannte. Er konzentrierte sich dabei auf traditionell handgezeichnete Animation und fertigte neben Werbefilmen auch humorvolle Kurztrickfilme. Zusammen mit Len Maxwell (Synchronisation) und Joe Petrovich (Animation) entstand der dreiminütige Trickfilm The Crunch Bird, den Petok als Produzent auf Anraten eines Kinobetreibers aus Detroit in den Oscar-Wettbewerb einreichte. Der Film gewann 1972 den Preis in der Kategorie Bester animierter Kurzfilm. Im Jahr 1975 entstand mit Crunch Bird II eine Fortsetzung; 1981 wurden zahlreiche weitere Kurzfilme um den Crunch Bird veröffentlicht.
Petok produzierte und animierte über zwei Dutzend Trickfilme, schuf Animationen für die Sesamstraße und The Electric Company und zahlreiche Werbefilme. Im Jahr 1989 gab der die Crunch Bird Studios an seinen ältesten Sohn ab. Petok verstarb 2010 an Herzversagen und wurde auf dem Beth El Memorial Park in Livonia, Michigan, beigesetzt.

## Filmografie (Auswahl)
- 1971: The Crunch Bird
- 1974: The Mad Baker
- 1975: Crunch Bird II
- 1975: Yeecch
- 1975: Stash
- 1976: The Golfer
- 1981: Yetta the Yenta
- 1981: The Geneticist
- 1981: The Hospital
- 1981: Parrot
- 1981: Charm School
- 1981: You Dirty Bird
- 1981: The Execution
- 1981: The Guru
- 1981: Indians
- 1981: Kink Konk
- 1981: Love
- 1981: Missing You
- 1981: Pet Shop
- 1981: Pollution
- 1981: The Psychiatrist
- 1981: Little Red Riding Hood
- 1981: The Russians
- 1981: Talking Bird
- 1981: Zoo

## Auszeichnungen
Für The Crunch Bird erhielt Petok 1972 den Oscar für den Besten animierten Kurzfilm. Crunch Bird II gewann 1975 die Bronzemedaille auf dem International Film Festival, U.S. Virgin Islands.